# La Horde noire
La Horde noire est un roman de Hans Hellmut Kirst publié en 1971.

## Résumé
En 1969, Norden, 56 ans, Allemand, est tué par balle de 10,5 mm à Lugano en Italie.
En 1933, le SS Wesel l'engage dans une unité d'élite avec 6 autres : la Horde. Ils rencontrent Hitler en 1933 puis la comtesse Elisabeth. Ils tuent Rohm, chef de la SA, lors de la Nuit des Longs Couteaux. Vers 1935, la Horde gère le premier camp de concentration avec 100 arrivants par jour. Elisabeth s'éprend de Norden et part à Zurich. En 1945 Norden aide Hitler à se suicider. Il va habiter à Lugano car il croit qu'Elisabeth y est enterrée. En fait, elle vit et est mariée à Hagen, de la Horde, dissoute en septembre 1939. Il est établi que c'est Sigfried, de la Horde, le meurtrier.